# Eretmocerus emiratus
Eretmocerus emiratus är en stekelart som beskrevs av Gregory Zolnerowich och Rose 1998. Eretmocerus emiratus ingår i släktet Eretmocerus och familjen växtlussteklar.
Artens utbredningsområde är:
- Egypten.
- Etiopien.
- Förenade Arabemiraten.

Inga underarter finns listade i Catalogue of Life.